# 聯盟13號岩
79°40′S 159°8′E / 79.667°S 159.133°E
聯盟13號岩（英語：Soyuz-13 Rock）是南極洲的冰原島峰，位於奧次地，處於休恩梅克嶺東南面3.7公里，海拔高度1,270米，以1973年12月18日發射的蘇聯航天器命名，現時由南極條約體系管理。